# Dorfkirche Gumtow

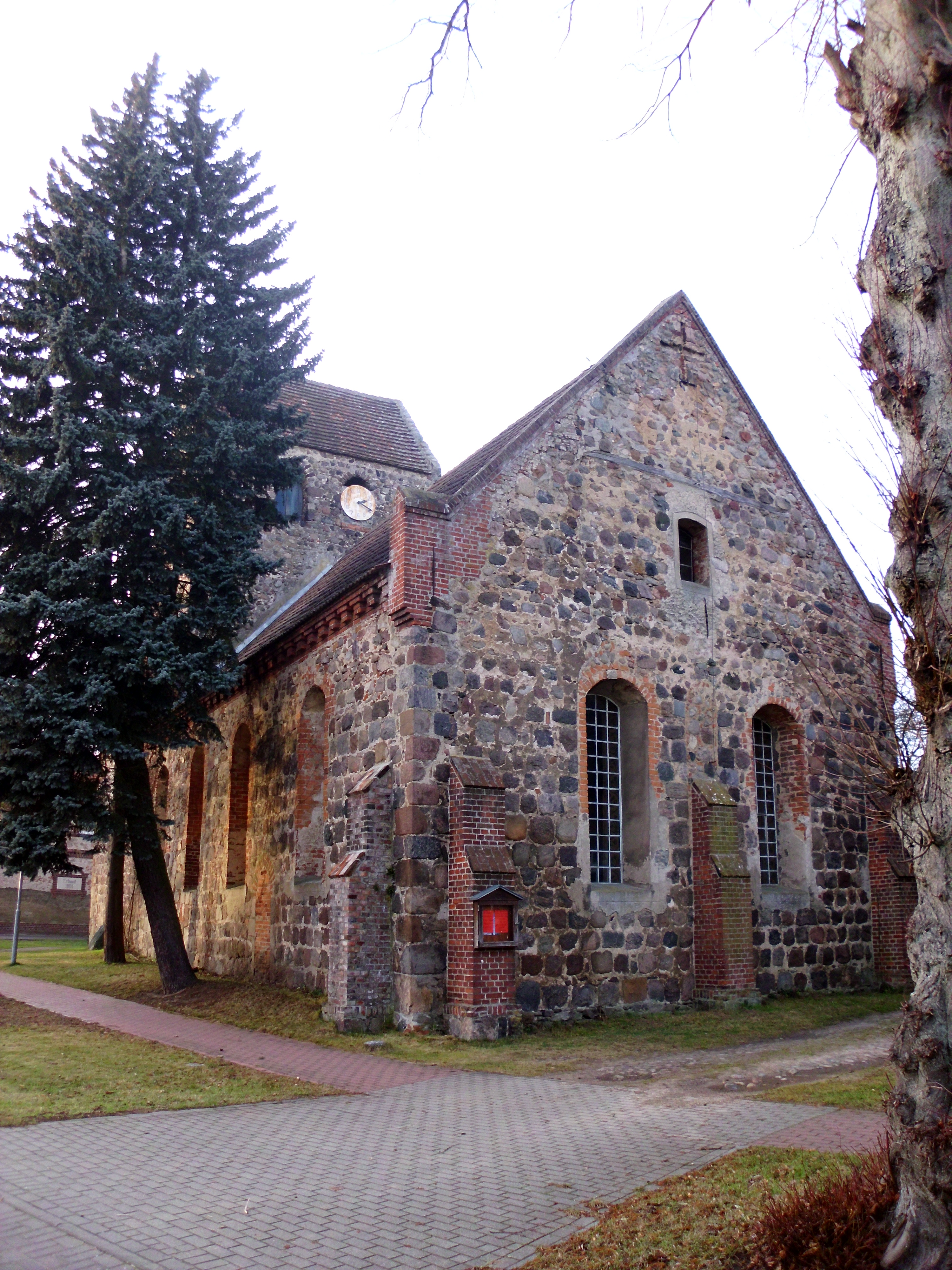
Dorfkirche Gumtow

Die evangelische Dorfkirche Gumtow ist eine Feldsteinkirche aus dem 13. Jahrhundert in Gumtow, einer Gemeinde im Landkreis Prignitz im Land Brandenburg. Die Kirchengemeinde gehört zum Kirchenkreis Prignitz der Evangelischen Kirche Berlin-Brandenburg-schlesische Oberlausitz.

## Lage
Die Bundesstraße 5 führt von Nordwesten kommend in südöstlicher Richtung durch den Ort. Im Dorfzentrum kreuzt sie die Landstraße 143, die von Südwesten kommend in nordöstlicher Richtung verläuft. Die Kirche steht nordöstlich dieser Kreuzung auf einem Grundstück, das nicht eingefriedet ist.

## Geschichte
Das Bauwerk entstand im Kern in der zweiten Hälfte des 13. Jahrhunderts und wurde im 15. Jahrhundert erneuert. In dieser Zeit wurde die Nordwand neu aufgebaut. Der Förderkreis Alte Kirchen Berlin-Brandenburg vermutet, dass dies auf Zerstörungen in den „zahlreichen lokalen Auseinandersetzungen der damaligen Zeit zwischen Domkapitel und Markgrafen, aber auch mit den mecklenburgischen Herzögen“ zurückzuführen sei. Im Jahr 1532 wurde die Kirche zur Mutterkirche erhoben, der 1581 die Tochterkirche in Granzow zugewiesen wurde. Die Kirche gehörte zur Superintendentur Dom Havelberg. Der Westturm ist im spätgotischen Stil erbaut und kann durch ein neogotisches Westportal betreten werden, dass wohl 1883 entstand. In dieser Zeit wurde die Gemeinde von der Superintendentur Havelberg betreut (1868) und kam 1878 zum Kirchenkreis Havelberg-Wilsnack. Bis zum Ende des Zweiten Weltkrieges lag das Kirchenpatronat beim Fiskus. Der Pfarrsprengel kam 1950 zum Kirchenkreis Kyritz, 1968 in den Kirchenkreis Kyritz-Wusterhausen, der 2016 in den Kirchenkreis Prignitz überging. In den vergangenen Jahrzehnten kam es, so der Förderkreis Alte Kirchen Berlin-Brandenburg, zu einem „jahrzehntelangen Sanierungsstau“, der im Jahr 2021 mit einer Sanierung des Kirchenschiffs abgebaut werden soll. Dabei sollen unter anderem die Betondachsteine aus den 1970er und 1980er Jahren durch Biberschwanzziegel ausgetauscht werden. Gleichzeitig ist eine Sanierung des Innenraums geplant, bei der die hölzerne Kassettendecke erneuert und die Wände neu gestrichen werden sollen.

## Baubeschreibung

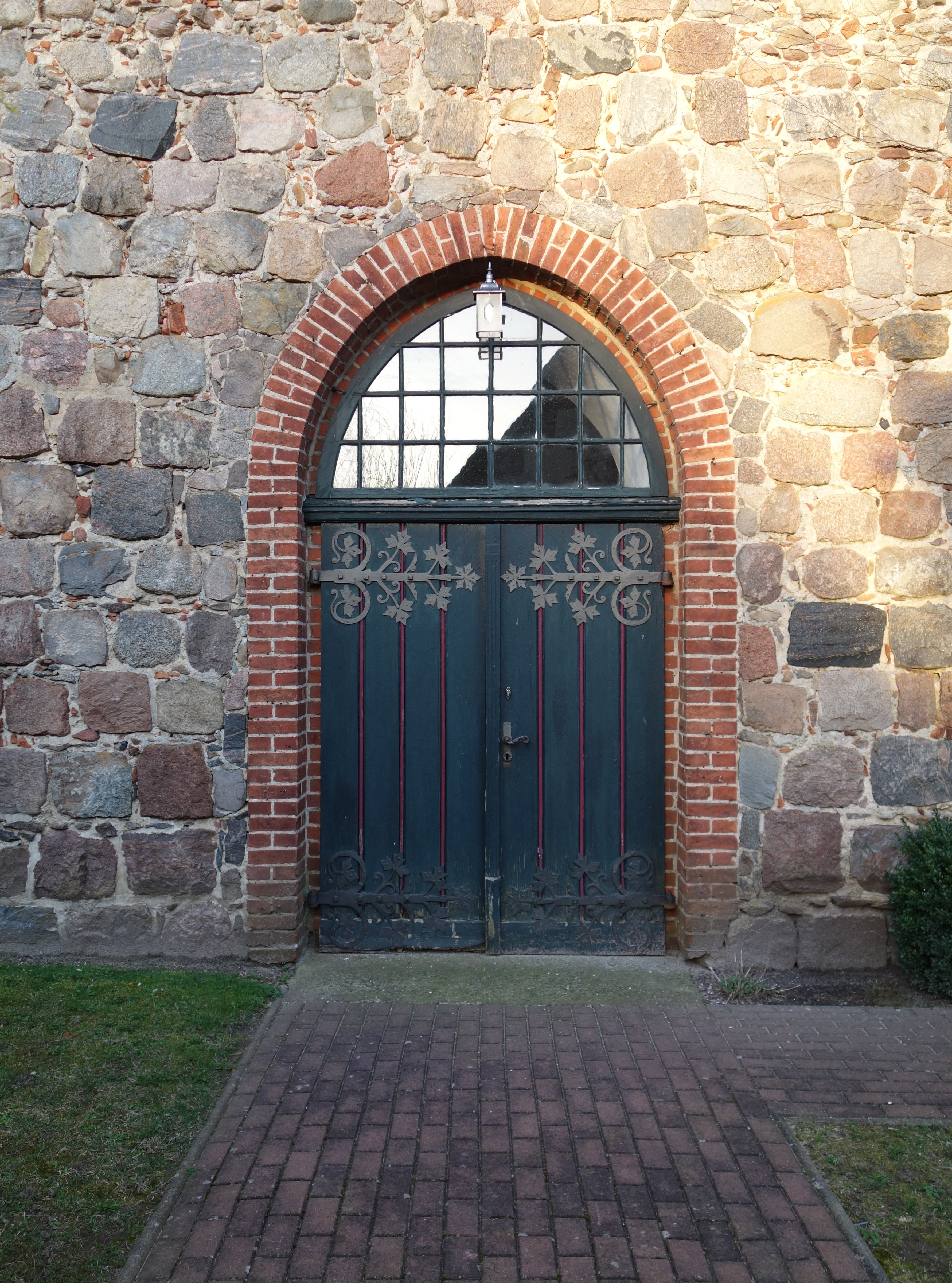
Westportal

Das Bauwerk entstand im Wesentlichen aus Feldsteinen, die sorgfältig behauen und lagig geschichtet wurden. Der Chor ist gerade und nicht eingezogen. An der Ostwand sind zwei große, rundbogenförmige Fenster, deren Laibungen mit roten Mauersteinen eingefasst wurden. Die Vergrößerung stammt wohl aus dem Jahr 1624. Im Giebel ist ein gedrückt-segmentbogenförmiges Fenster, darüber ein gemauertes Kreuz. An der Südseite sowie der Nord- und Südseite des angrenzenden Kirchenschiffs ist je ein zweifach getreppter Strebepfeiler, am Übergang zum Satteldach je eine Fiale.
Das Schiff hat einen rechteckigen Grundriss. An der Längswand sind an jeder Seite vier große Rundbogenfenster, die an der Südseite durch zwei zugemauerte, spitzbogenförmige Portale aus dem 13. Jahrhundert ergänzt wurden.
Der Kirchturm nimmt die volle Breite des Schiffs auf. Er kann durch ein großes, neugotisches Portal von Westen her betreten werden. An der Nord- und Südseite ist im unteren Geschoss ein gedrückt-segmentbogenförmiges Fenster. Darüber ist ein reich verzierter Blendgiebel, der vermutlich zusammen mit dem Umbau des Westportals ebenfalls im Jahr 1883 entstand. Oberhalb sind bogenförmige Klangarkaden, im quergestellten Satteldach an der West- und Ostseite je eine Turmuhr.

## Ausstattung
Die Kirchenausstattung stammt zum überwiegenden Teil aus der zweiten Hälfte des 19. Jahrhunderts. Die Predella zeigt das Abendmahl Jesu. Das Altarretabel entstand jedoch im Jahr 1624 und zeigt Maria mit Kind (von 1902) sowie sechs spätgotische Schnitzfiguren, die vermutlich aus einem vorreformatorischen Retabel stammen. Zu sehen sind die heilige Katharina und die heilige Barbara (um 1430), Paulus, Johannes, ein Bischof sowie ein Ministrant mit Weihrauchfass und Buch (um 1470). Die Stücke wurden 1902 überarbeitet und dabei neu gefasst. Dabei wurden zum Teil falsche Attribute ergänzt. Der Aufsatz ist mit gotischem Maßwerk verziert.
Die Orgel stammt vom Orgelbauer Friedrich Hermann Lütkemüller aus dem Jahr 1884. Das Instrument hat ein Manual mit Pedal und wurde 1993 von der Firma Fahlberg Orgelbau restauriert.
Vor der Kirche steht ein Kriegerdenkmal für die gefallenen Einwohner im Ersten Weltkrieg, das durch eine Gedenktafel an die Opfer des Zweiten Weltkrieges ergänzt wurde. Ein weiteres Denkmal erinnert an die Opfer der Befreiungskriege.